# 國井美佐
國井美佐（1985年10月16日—），是一位日本女性播報員，目前於北海道電視台（HTB）服務。身高154厘米，血型O型。

## 略歷
出生於愛知縣名古屋市。從金城學院大學人間科學部心理學科畢業後，2008年進入北海道電視台，同期入社的還包括石澤綾子。2008年7月10日，於HTB News中首次亮相。
2008年8月30日，在HTB開台40週年紀念《〜感謝40年〜全部10小時!夢想廣場大集合!!》（〜ありがとう40年〜全部たしたら10時間!ユメミル広場に大集合!!）負責第3部開始至結尾的札幌巨蛋方面的連線。
2008年9月11日、9月12日，代替吉田理惠主持《早安天氣HTB》。此外，同年9月15日至9月17日期間，暫時代理森清佳於節目《第一推薦!》的主持工作。
興趣是觀看戲劇與球賽、欣賞、日本舞、料理。特技是占卜。
2011年1月9日播出的ABC電視台節目《面板猜謎25》中，與石澤綾子組隊參賽，最後和秋田朝日放送的塩地美澄及後藤明日香主播聯合，榮獲冠軍，並且得到夢想中的「愛琴海郵輪10日遊」獎項。

## 主持節目

### 現在主持節目
- on Channel HTB（不定期）
- HTB News（日语：HTBニュース）（不定期）
- 廣播HTB（日语：らぢおHTB）（不定期、AIR-G'）
- 第一推薦!（日语：イチオシ!）（森清佳產假時的代理主持人、2010年1月 - 2010年10月、2013年3月4日 -）

### 過去主持節目
- 知道解決!Sunday（知っトク!サタデー、2008年10月4日 - 2009年6月）
- 早安天氣HTB（日语：おはよう天気HTB） 連線記者（隔週星期三，和石澤綾子交替、2008年10月8日 - 2009年9月）

## 外部連結
- 國井美佐的X（前Twitter）（日語）
- HTBアナウンサーズ 国井美佐プロフィール （日語）
- いちごいちえ(国井美佐) （日語）
- 知っトク！サタデー （日語）